# I (álbum de Sahg)
I (también llamado Sahg I o Sahg 1) es el álbum debut de la banda de hard rock noruega Sahg, publicado el 1 de marzo de 2006 bajo el sello discográfico sueco Regain Records.
La portada para el álbum fue creado con una sola mano por los miembros de la banda, y el video de "Godless Faith" se rodó en octubre del mismo año y fue dirigido por Tommy Naess.
Sahg que entró en las listas de Noruega en el N° 31,  y recibió crírtticas muy  favorables en toda Europa. 

## Lista de canciones
| N.º | Título                   | Letras       | Música                                | Duración |  |
| 1.  | «Intro: Parade Macabre»  | Instrumental | King                                  | 2:01     |  |
| 2.  | «Repent»                 | Iversen      | Tofthagen                             | 7:26     |  |
| 3.  | «The Executioner Undead» | Iversen      | King / Iversen / Tofthagen / Kvitrafn | 4:34     |  |
| 4.  | «The Alchemist»          | Iversen      | Tofthagen                             | 5:02     |  |
| 5.  | «Rivers Running Dry»     | Iversen      | Iversen / King                        | 5:19     |  |
| 6.  | «Whisper Of Abaddon»     | Iversen      | Brynjulv Guddal                       | 1:28     |  |
| 7.  | «Godless Faith»          | Iversen      | Tofthagen                             | 6:23     |  |
| 8.  | «Soul Exile»             | Iversen      | Tofthagen                             | 4:40     |  |
| 9.  | «Boundless Demise»       | Iversen      | Tofthagen                             | 4:36     |  |
| 10. | «Black Passage»          | Iversen      | Iversen                               | 6:57     |  |

## Personal

### Sahg
- Olav Iversen - voz, guitarra
- Thomas Tofthagen - Guitarra
- King - Bajo
- Kvitrafn - tambores, cantar con la garganta (pista 1)

### Músicos invitados
- Brynjulv Guddal - percusión, flauta, órgano, piano, sintetizadores

### Producción e ingeniería
- The Twin Axe Warriors - Dirección artística
- The Pre-Apocalyptic Sorcerer  - Arte de la cubierta
- Tommy Næss - Fotografía
- Hans Peter Klasson - Fotografía
- Brynjulv Guddal - Productor, Grabación, Mezcla
- Peter In de Betou – Masterización
- Grabado y mezclado en el estudio, Bergen, Noruega
- Materizado en Tailormaid Productions